# 傑克遜維爾 (北卡羅萊納州)
傑克遜維爾（英語：Jacksonville）是美國北卡羅萊納州的一座城市，是昂斯洛縣的縣治，1757年建立，1842年正式註冊為市。傑克遜維爾是美國海軍陸戰隊基地勒瓊營的所在地。

## 外部來源
- OpenStreetMap上有關傑克遜維爾 (北卡羅萊納州)的地理
- 官方网站
- Jacksonville Daily News Website （页面存档备份，存于）